# Lamellodisque

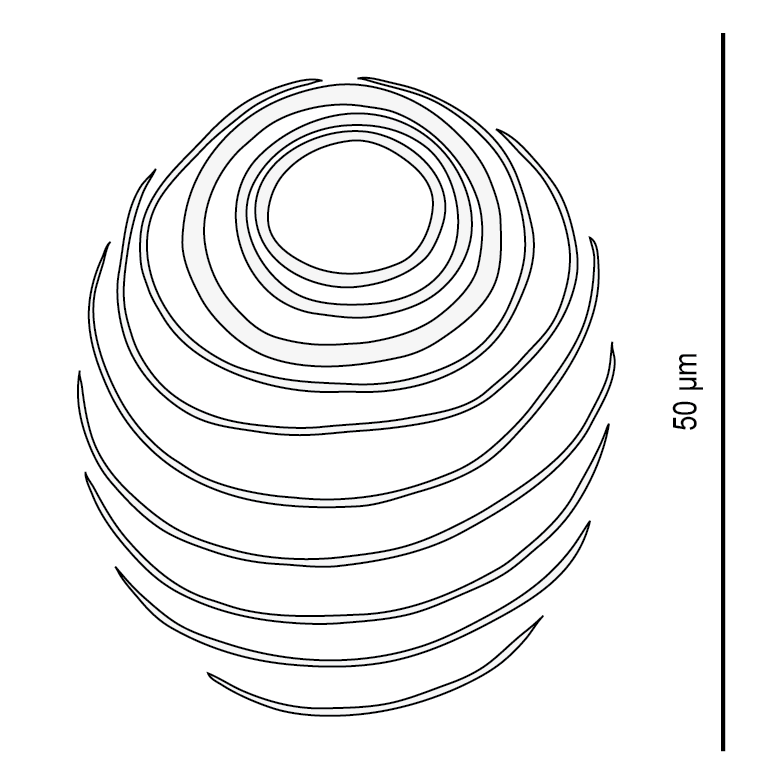
Lamellodisque du Monogène Diplectanidae Calydiscoides euzeti

Un lamellodisque est une structure épidermique spécifique à certains Monogènes de la famille Diplectanidae.

Il existe en général deux lamellodisques : un ventral et un dorsal, tous deux situés sur le hapteur (l'organe d'attachement postérieur) du monogène. Les lamellodisques sont constitués de lamelles concentriques incorporées dans l'épiderme. Les lamellodisques sont considérés comme un type spécial de squamodisque, structure homologue trouvée chez de nombreux Monogènes Diplectanidae mais formée de rangées de bâtonnets au lieu de lamelles.
Les lamellodisques sont présents chez les espèces des genres Diplectanidae Lamellodiscus et Calydiscoides,,. L'espèce Furnestinia echeneis a la particularité de ne posséder qu'un seul lamellodisque,.